# ATP Challenger Belgrad
Das ATP Challenger Belgrad (offiziell: Serbia Challenger Open) war ein Tennisturnier, das zunächst von 2002 bis 2010 jährlich in Belgrad stattfand. 1998 fand ebenfalls eine Ausgabe des Turniers statt. Für 2021 wurde das Turnier wieder ins Leben gerufen. Es gehörte zur ATP Challenger Tour und wurde im Freien auf Hartplatz gespielt. 2021 spielte man auf Sandplatz. Michael Kohlmann und Orest Tereschtschuk gewannen im Doppel das Turnier jeweils zweimal. Außerdem gewann Nenad Zimonjić den Titel je im Einzel und Doppel.

## Liste der Sieger

### Einzel
| Jahr                         | Sieger                  | Finalgegner        | Ergebnis          |
| ---------------------------- | ----------------------- | ------------------ | ----------------- |
| 2021                         | Roberto Carballés Baena | Damir Džumhur      | 6:4, 7:5          |
| 2011–2020: nicht ausgetragen |                         |                    |                   |
| 2010                         | Karol Beck              | Ilija Bozoljac     | 7:5, 7:64         |
| 2009                         | Viktor Troicki          | Dominik Hrbatý     | 6:4, 6:2          |
| 2008                         | Roko Karanušić          | Philipp Petzschner | 5:7, 6:1, 7:65    |
| 2007                         | nicht ausgetragen       | nicht ausgetragen  | nicht ausgetragen |
| 2006                         | Janko Tipsarević        | Tomáš Cakl         | 6:4, 4:1 aufgg.   |
| 2005                         | Dick Norman             | Jeroen Masson      | 6:2, 6:3          |
| 2004                         | Nenad Zimonjić          | Marco Chiudinelli  | 2:6, 7:63, 6:4    |
| 2003                         | Dennis van Scheppingen  | Markus Hantschk    | 7:5, 6:3          |
| 2002                         | Mario Ančić             | Nenad Zimonjić     | 6:2, 6:3          |
| 1999–2001: nicht ausgetragen |                         |                    |                   |
| 1998                         | Jiří Vaněk              | Diego Moyano       | 6:3, 6:3          |

### Doppel
| Jahr                         | Sieger                                  | Finalgegner                       | Ergebnis          |
| ---------------------------- | --------------------------------------- | --------------------------------- | ----------------- |
| 2021                         | Guillermo Durán Andrés Molteni          | Tomislav Brkić Nikola Čačić       | 6:4, 6:4          |
| 2011–2020: nicht ausgetragen |                                         |                                   |                   |
| 2010                         | Ilija Bozoljac Jamie Delgado            | Dustin Brown Martin Slanar        | 6:3, 6:3          |
| 2009                         | Michael Kohlmann (2) Philipp Marx       | Aisam-ul-Haq Qureshi Lovro Zovko  | 3:6, 6:2, [10:8]  |
| 2008                         | Flavio Cipolla Konstantinos Economidis  | Alessandro Motti Filip Polášek    | 4:6, 6:2, [10:8]  |
| 2007                         | nicht ausgetragen                       | nicht ausgetragen                 | nicht ausgetragen |
| 2006                         | Michael Kohlmann (1) Alexander Waske    | Ivo Minář Jan Minář               | 7:63, 6:3         |
| 2005                         | Igor Kunizyn Orest Tereschtschuk (2)    | Lukáš Dlouhý Jan Vacek            | kampflos          |
| 2004                         | Branislav Sekáč Orest Tereschtschuk (1) | Darko Mađarovski Janko Tipsarević | 6:3, 6:4          |
| 2003                         | Ilija Bozoljac Nenad Zimonjić           | Darko Mađarovski Janko Tipsarević | 6:1, 6:4          |
| 2002                         | Dušan Vemić Lovro Zovko                 | Jaroslav Levinský Tomáš Zíb       | kampflos          |
| 1999–2001: nicht ausgetragen |                                         |                                   |                   |
| 1998                         | Raemon Sluiter Nenad Zimonjić           | Ali Hamadeh Johan Landsberg       | 6:4, 6:4          |